# Apolysis chalybea
Apolysis chalybea är en tvåvingeart som först beskrevs av Axel Leonard Melander 1946.  Apolysis chalybea ingår i släktet Apolysis och familjen svävflugor.
Artens utbredningsområde är Oregon. Inga underarter finns listade i Catalogue of Life.